# SN 2007bi
SN 2007bi – niezwykle jasna supernowa odkryta w 2007 przez Nearby Supernova Factory. Ocenia się, że masa gwiazdy, która eksplodowała wynosiła około 200 M☉, a masa jej jądra – około 100 M☉. Supernowa SN 2007bi najprawdopodobniej należy do typu pair instability.